# مسرح الحياة (فلم أنمي)
مسرح الحياة (باليابانية: さまのレール، بالروماجي: O-Hoshisama no Rail) هو فيلم أنمي ياباني من إخراج سيجي أريهارا ومن إنتاج استوديو موشي برودكشن عرض في 10 يوليو عام 1993، وبلغت مدتة 79 دقيقة. تمت دبلجة الفيلم للغة العربية بواسطة مركز الزهرة وتم عرضة على قناة سبيستون. الفيلم يحكي قصة أحداث الحرب بين اليابان وكوريا وكيف ان الناس كانوا مضطهدين والظلم والقتل والدمار يملأن المكان.

## القصة
يروي هذا الفيلم سيرة حياة «تشيكو» اليابانية والتي كانت تعيش في منطقة لكوريا واقعة تحت الاحتلال الياباني، هذه الفتاة التي عاشت طفولة استثنائية عنوانها الخوف والتشرد. كانت «تشيكو» تعيش حياة فارهة مع عائلتها وينعمون بالهناء والسعادة إلى أن اندلعت الحرب العالمية الثانية وبدأت تتقدم شيئا فشيئا وأخذت تسلب من «تشيكو» ما هو غال على قلبها، فأخذت والدها الذي تم استدعاؤه ليقاتل في الجبهة مع صفوف جيشهم الوطني، وابتليت بعدها بوفاة أختها الصغيرة وافترقت عن صديقيتها الحبيبة «أوهانا». ولم يقف الأمر عند هذا الحد، حيث تقدمت جيوش التحالف وحاصرت مدينتهم لتحرير كوريا من قبضة الاحتلال الياباني فاضطرت هي ومن يعيش معها للهجرة متوجهين إلى المدينة امنة، وهم يقاسون معاناة طول المسافة وطريقها الوعرة وخطر الفتك بهم.

## الأداء الصوتي
| الشخصية                  | الأداء الصوتي   |
| ------------------------ | --------------- |
| تشيتوسي كوباياشي (تشيكو) | يوشينو تاكاموري |
| ميتشيو كوباياشي (ميكو)   | تشيكا ساكاموتو  |
| كازوهيكو كوباياشي        | هيدويوشي تاناكا |
| ماسوكو كوباياشي          | كيكو هان        |
| تاكيشيو (والدة تشيكو)    | كينيتشي أوغاتا  |
| شيغيكو (والد تشيكو)      | ريكو سوسوكي     |
| أوهانا (صديقة تشيكو)     | توموكو مارو     |
| يوكو                     | يوكا أونو       |

## روابط خارجية
- مقالات تستعمل روابط فنية بلا صلة مع ويكي بيانات